# Nespelem
Nespelem – miasto w Stanach Zjednoczonych, w stanie Waszyngton, w hrabstwie Okanogan.